# Rosinka (potok)
Rosinka – potok w północno-zachodniej Słowacji, lewy dopływ Wagu. Cały tok na terenie powiatu żylińskiego.
Powstaje z kilku źródeł, znajdujących się na wysokości 970–1060 m n.p.m. na północno-zachodnich stokach Minčola w północnej części Małej Fatry Luczańskiej. Spływa w kierunku północnym głęboką Višňovską doliną. Po opuszczeniu porośniętych lasem zboczy wypływa na Kotlinę Żylińską i zmienia kierunek na północno-zachodni. Przepływa przez wieś Višňové, zmienia kierunek na północny i przepływa przez wieś Rosina. Na terenie Żyliny, w jej dzielnicy zwanej Rosinky, na wysokości około 350 m uchodzi do Wagu tuż poniżej muru zapory zbiornika żylińskiego. Ma długość około 10 km.